# Le ragazze di pochi mezzi
Le ragazze di pochi mezzi (The Girls of Slender Means) è un romanzo di Muriel Spark del 1963. Il romanzo è stato incluso da Anthony Burgess nella sua lista Ninety-nine Novels.

## Trama
Il Club May di Teck venne istituito dalla principessa May di Teck durante la prima guerra mondiale "per la convenienza pecuniaria e la protezione sociale delle donne di pochi mezzi di età inferiore ai trent'anni che sono obbligate a risiedere lontano dalle loro famiglie al fine di seguire un'occupazione a Londra". Il romanzo narra le vite e gli amori delle sue inquiline tra le privazioni del dopoguerra nella Kensington del 1945.
La storia principale, ambientata nel 1963, si sviluppa dalla notizia che Nicholas Farringdon, un intellettuale anarchico convertitosi in gesuita, è stato ucciso ad Haiti. La giornalista Jane Wright, una ex inquilina del Club, vuole ricercare i retroscena del martirio del sacerdote. La maggior parte del romanzo è occupato da flashback al 1945. La narrazione rivela lentamente le vicende che culminarono con la tragedia che uccise Joanna Childe, l'istruttrice dizione, e ha portato alla conversione di Farringdon.

## Edizioni
- Muriel Spark, Le ragazze di pochi mezzi, Mondadori, 1999, ISBN 88-04-46942-0.